# Persephona aquilonaris
Persephona aquilonaris är en kräftdjursart. Persephona aquilonaris ingår i släktet Persephona och familjen Leucosiidae. Inga underarter finns listade i Catalogue of Life.